# ジャクソン郡 (フロリダ州)
ジャクソン郡（英: Jackson County）は、アメリカ合衆国フロリダ州の西部に位置する郡である。2010年国勢調査での人口は49,746人であり、2000年の46,755人から6.4%増加した。郡庁所在地はマリアナ市（人口6,102人）であり、同郡で人口最大の都市でもある。

## 歴史
ジャクソン郡は1822年にフロリダ準州議会により、エスカンビア郡より分離し、州内3番目の郡になった。同時にデュバル郡がセントジョンズ郡より分離し4番目の郡になった。郡名は1821年の6か月間フロリダの初代軍政府長官になったアンドリュー・ジャクソンに因んで名付けられた。郡域は当初西のチョクトーハチー川から東のスワニー川まで広がっていた。1840年までにこの領域から新郡が創設され、ほぼ現在の領域まで小さくなった。19世紀の大半を通じて領域の小さな修正が続けられた。
郡が造られたときは町が1つも無かった。郡最初の郡政委員会は1822年に「ロビンソンズ・ビッグスプリング」と呼ばれる所（後にブルースプリングスと呼ばれた）で開催され、1823年には「チョクトーハチーのビッグスプリング」で開かれた。さらに翌年は「チポラ・セトルメント」別名ワッデルズ・ミルポンドで開催された。
その後マリアナが郡庁所在地になったが、異論が出なかったわけではなかった。マリアナは1827年9月にスコットランド生まれのロバート・ベバリッジが設立した。郡内で最初に設立された町は1827年1月のウェブビルだった。ウェブビルは無断土地侵入者の町であり、現在のマリアナからは北西に9マイル (14 km) に位置し、郡庁所在地に指定された。ウェブビルは1828年まで繁栄したが、この年ビバリッジなどマリアナの開拓者がタラハシーに行って、フロリダ準州議会に働きかけ、マリアナに郡庁所在地を動かすことができれば、無償の土地、郡庁舎の建設、公共広場と、新政府の費用を編み出す方法として4分の1区画を公売で販売するための購入費用500米ドルを提供すると提案した。
ビバリッジとその支持者たちは陳情に成功し、マリアナが郡司法部と行政部の所在地となったが、郡庁所在地と公式に宣言されたわけではなかった。1829年に郡政府が新しい郡庁舎に移転すると、マリアナは成長し繁栄を始めた。ウェブビルの著名市民がマリアナに移転し、ルイビル・アンド・ナッシュビル鉄道もウェブビルは迂回することに決めた。ウェブビルの町は現在存在していない。
1869年から1871年、ジャクソン郡はジャクソン郡戦争と呼ばれるゲリラ戦の中心になった。南軍退役兵で構成されるクー・クラックス・クランの会員が、白人民主党の力を取り戻すための運動の一環として、共和党の役人や著名アフリカ系アメリカ人150人以上を暗殺した。

## 地理
アメリカ合衆国国勢調査局に拠れば、郡域全面積は954.58平方マイル (2,472.4 km2)であり、このうち陸地915.64平方マイル (2,371.5 km2)、水域は38.94平方マイル (100.9 km2)で水域率は4.08%である。ジャクソン郡はジョージア州とアラバマ州の双方に接することではフロリダ州唯一の郡である。時間帯は中部標準時にある。東のガズデン郡との境界が東部標準時と中部標準時の境目である。

### 隣接する郡
- セミノール郡 (ジョージア州) - 東
- ガズデン郡 - 南東
- リバティ郡 - 南東
- カルフーン郡 - 南
- ワシントン郡 - 南西
- ベイ郡 - 南西
- ホームズ郡 - 西
- ジェニーバ郡 (アラバマ州) - 北西
- ヒューストン郡 (アラバマ州) - 北

## 人口動態
以下は2000年国勢調査による人口統計データである。
| 基礎データ - 人口: 46,755人 - 世帯数: 16,620 世帯 - 家族数: 11,600 家族 - 人口密度: 20人/km2（51人/mi2） - 住居数: 19,490軒 - 住居密度: 8軒/km2（21軒/mi2） 人種別人口構成 - 白人: 70.18% - アフリカン・アメリカン: 26.56% - ネイティブ・アメリカン: 0.67% - アジア人: 0.36% - 太平洋諸島系: 0.03% - その他の人種: 0.81% - 混血: 1.40% - ヒスパニック・ラテン系: 2.91% 年齢別人口構成 - 18歳未満: 22.3% - 18-24歳: 9.7% - 25-44歳: 29.6% - 45-64歳: 23.8% - 65歳以上: 14.6% - 年齢の中央値: 38歳 - 性比（女性100人あたり男性の人口） - 総人口: 110.4 - 18歳以上: 111.2 | 世帯と家族（対世帯数） - 18歳未満の子供がいる: 30.9% - 結婚・同居している夫婦: 51.5% - 未婚・離婚・死別女性が世帯主: 14.4% - 非家族世帯: 30.2% - 単身世帯: 27.0% - 65歳以上の老人1人暮らし: 12.8% - 平均構成人数 - 世帯: 2.44人 - 家族: 2.95人 収入と家計 - 収入の中央値 - 世帯: 29,744米ドル - 家族: 36,404米ドル - 性別 - 男性: 27,138米ドル - 女性: 21,180米ドル - 人口1人あたり収入: 13,905米ドル - 貧困線以下 - 対人口: 17.2% - 対家族数: 12.8% - 18歳未満: 23.7% - 65歳以上: 21.0% |

## 都市と町

### 法人化自治体
1. アルフォード市
2. バスコム町
3. キャンベルトン町
4. コットンデール町
5. グレイスビル市
6. グランドリッジ町
7. グリーンウッド町
8. ジェイコブシティ市
9. マローン町
10. マリアナ市 - 郡庁所在地
11. スニーズ町

### 未編入の町
1. サイプレス
2. ツーエッグ
3. ラウンドレイク
4. コンパスレイク

## 政治
| 年     | 共和党 | 民主党 | その他 |
| ------ | ------ | ------ | ------ |
| 2008年 | 63.5%  | 35.5%  | 1.0%   |
| 2004年 | 61.2%  | 38.1%  | 0.7%   |
| 2000年 | 56.1%  | 42.1%  | 1.8%   |

## 教育
郡内の公共教育はジャクソン郡教育学区が管轄している。

## 州政府の機関
フロリダ州矯正省が郡内未編入領域にあるリージョンI矯正施設事務所を運営している。
フロリダ州少年矯正省のドージャー少年学校がマリアナ市内にある。

### 政府関連
- Jackson County Board of County Commissioners
- Jackson County Supervisor of Elections
- Jackson County Property Appraiser
- Jackson County Sheriff's Office
- Jackson County Tax Collector

### 特殊地区
- Jackson District School Board
- Northwest Florida Water Management District

### 司法関連
- Jackson County Clerk of Courts
- Circuit and County Court for the 14th Judicial Circuit of Florida serving Bay, Calhoun, Gulf, Holmes, Jackson and Washington counties

### 観光
- Jackson County Chamber of Commerce

座標: 北緯30度48分 西経85度13分 / 北緯30.80度 西経85.21度